# Erasmus Amukun
Erasmus Amukun (Erasmus Samuel A. O. Amukun; * 27. November 1940 in Ngora, Distrikt Kumi; † Mai 1998) war ein ugandischer Sprinter.
Bei den British Empire and Commonwealth Games 1958 in Cardiff kam er mit der ugandischen 4-mal-110-Yards-Stafette auf den sechsten Platz. Über 220 Yards schied er im Viertelfinale und über 100 Yards im Vorlauf aus.
1960 erreichte er bei den Olympischen Spielen in Rom über 100 und 200 Meter das Viertelfinale und schied in der 4-mal-100-Meter-Staffel im Vorlauf aus. Bei den Olympischen Spielen 1964 in Tokio kam er über 200 Meter und mit der ugandischen 4-mal-100-Meter-Stafette nicht über die erste Runde hinaus.

## Persönliche Bestzeiten
- 100 yds: 9,4 s, 2. September 1961, Kampala
- 100 m: 10,75 s, 31. August 1960, Rom
- 200 m: 21,38 s, 2. September 1960, Rom